# 壽德大樓 (臺北)
壽德大樓是位在台灣台北市的商業辦公大樓，位於台北市中正區許昌街、公園路、忠孝西路一段之間，是一幢地上20層、地下3層的建築，鄰近台北車站、南陽街、新光摩天大樓。其名稱與原為台灣人壽總公司所在有關。

## 歷史

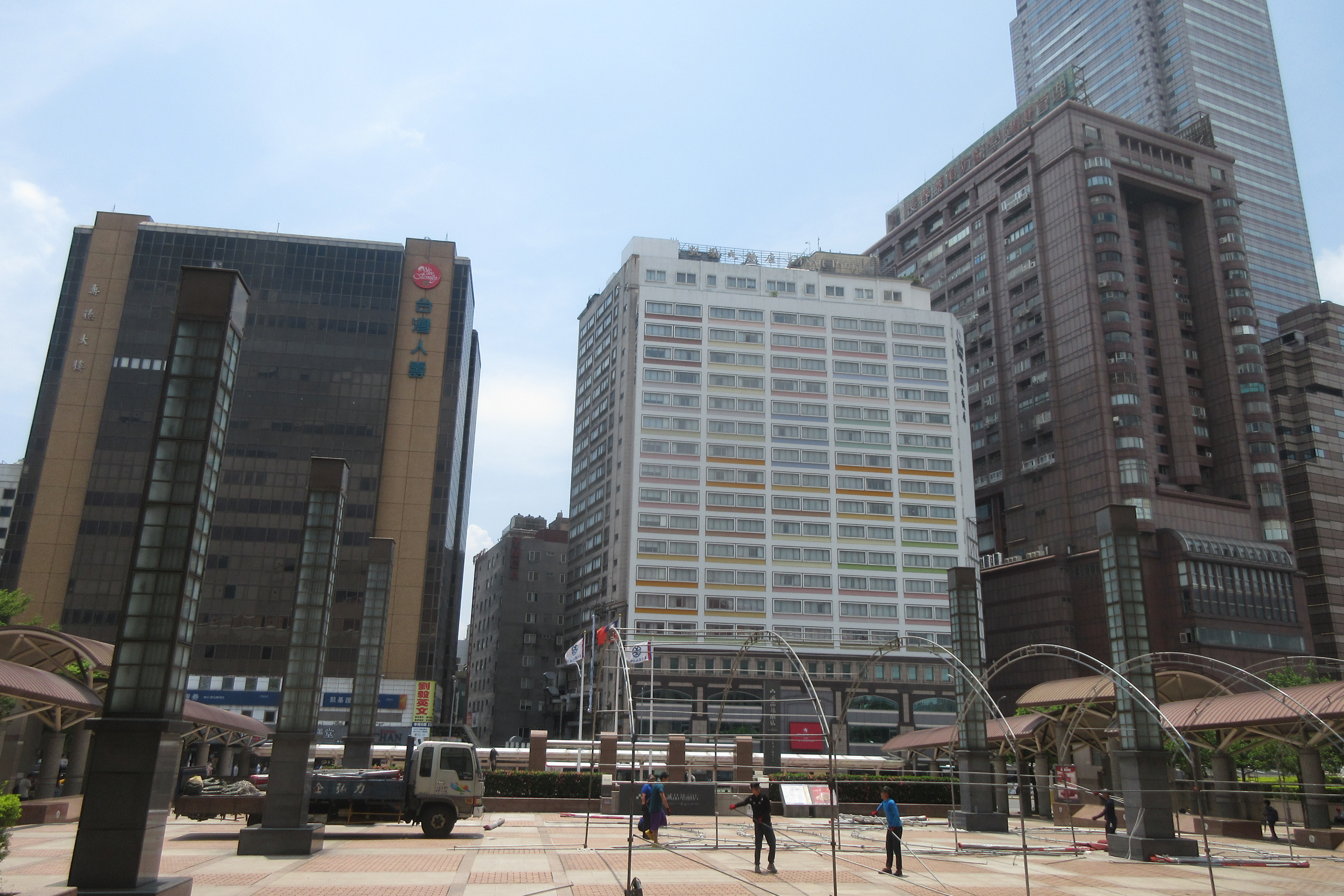
壽德大樓與鄰近的台北凱撒大飯店、亞洲廣場大樓、新光摩天大樓

1980年代，時為台灣省政府省營事業的台灣人壽與台灣土地開發公司開發興建壽德大樓，並由力霸集團興建，於1985年6月竣工。

201？年，台灣人壽總公司遷往臺北市中山北路新大樓（台灣人壽金融總部大樓），壽德大樓部分樓層出售或出租給行政機關或補習班使用。

## 樓層用途
| 使用樓層 | 用途                                                                                         |
| -------- | -------------------------------------------------------------------------------------------- |
| 20       |                                                                                              |
| 19       | 中國信託產險                                                                                 |
| 18       | 中國信託產險 菁英國際語言教育中心                                                            |
| 17       | 卓越成功 陳立教育補習班                                                                      |
| 16       | 翔譽國際 台灣人壽 台北分公司、OIU服務中心                                                    |
| 15       | 陳立教育補習班                                                                               |
| 14       | 陳立教育補習班                                                                               |
| 13       | 字神帝國英語補習班                                                                           |
| 12       | 薪哲文教補習班 學盟補習班                                                                    |
| 11       | 富邦證券 文城補習班                                                                          |
| 10       | 財團法人農業信用保證基金 國立中正大學台北聯絡處                                              |
| 9        | 衛生福利部中央健保署台北業務組                                                               |
| 8        | 衛生福利部中央健保署                                                                         |
| 7        | 宜得利家居（台灣） 薪哲文教補習班                                                            |
| 6        | 劉毅英文補習班                                                                               |
| 5        | 台灣人壽                                                                                     |
| 4        | 國光客運總公司                                                                               |
| 3        | SPERO（愛心團隊）辦事處                                                                      |
| 2        | 富邦證券                                                                                     |
| 1        | 7-Eleven千翔門市（公園路、許昌街路口） 諾貝爾眼科（忠孝西路一段側） 添好運（忠孝西路一段側） |
| B1       | 誠品書局站前店（忠孝西路一段側） 台北捷運通道口 凱撒飯店通道口 停車場車道（無車位）          |
| B2       | 停車場                                                                                       |
| B3       | 停車場                                                                                       |

## 意外
2022年11月15日，壽德大樓陳立補習班驚傳有臺北市立成功高中男學生從15樓跳樓。